# Болдьор-Арита
Болдьо́р-Арита́ (рос. Болдёр-Арыта) — невеликий острів в Оленьоцькій затоці моря Лаптєвих. Територіально відноситься до Якутії, Росія.
Розташований в центрі затоки, в дельті річки Оленьок. Знаходиться між протоками Болдьор-Тьобюлеге на сході та Кубалах-Уеся на півдні. На заході вузькою протокою відокремлюється від сусіднього острова От-Ари. Острів має овальну форму, простягається з північного заходу на південний схід. Вкритий болотами, має 8 невеликих озер, на південному заході оточений мілинами.
| Росія | Це незавершена стаття з географії Росії. Ви можете допомогти проєкту, виправивши або дописавши її. |